# V and B (Class40)
Cet article concerne un Class40. Pour l'Imoca lancé en 2007, voir Groupe Bel (IMOCA).
V and B est un voilier monocoque lancé en 2015, conçu pour la course au large, adhérant à la Class40.
En 2020 il prend les couleurs de Kite.

## Historique

### V and B

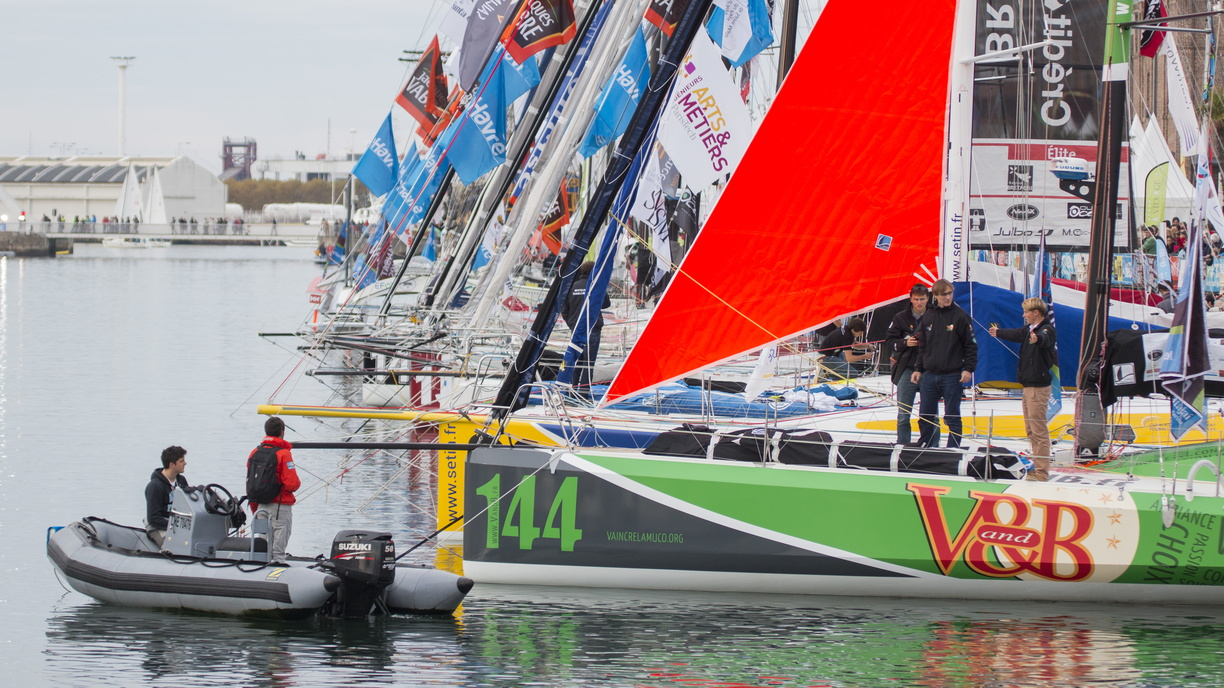
Le monocoque vu dans le bassin Paul Vatine du Havre lors de la Transat Jacques Vabre 2015. Les deux skippers, Maxime Sorel (à droite) et Samuel Manuard (au milieu), sont à bord.

Dessiné par Samuel Manuard et construit par JPS Construction (La Trinité sur Mer),, il est mis à l'eau le 21 août 2015 à La Trinité-sur-Mer.
Deux mois plus tard, le skipper Maxime Sorel prend le départ de la Transat Jacques Vabre 2015 aux côtés de l'architecte du monocoque. Le duo arrive à la seconde place à Itajaí à moins de deux heures du vainqueur de la catégorie,. Après son retour en cargo en France, le voilier passe par la case chantier à La Trinité sur Mer.
En 2016, alors qu'il participe à la Transat anglaise, le voilier rentre en collision avec un cargo alors qu'il navigue à 90 milles de Penmarc'h. Face aux dégâts, le skipper est contraint à l'abandon et prend la direction de La Trinité-Sur-Mer pour entamer les réparations,.
Le 24 juillet 2016, après plusieurs problèmes durant la course, le monocoque arrive à la huitième place de la Transat Québec-Saint Malo.
Quelques mois plus tard, le monocoque skippé par Maxime Sorel et Hugo Dhallenne arrive à la troisième place de la Normandy Channel Race,.
En 2017, le voilier arrive à la troisième place du Grand Prix Guyader et de la Normandy Channel Race,, et remporte la Rolex Fastnet Race.
Pour la Transat Jacques Vabre 2017, le monocoque est skippé par Maxime Sorel et Antoine Carpentier. Après une fin de course serrée contre Aïna Enfance et Avenir, le duo remporte la course avec une avance de 18 minutes seulement sur ses poursuivants,. Au cours de cette édition de la transatlantique, le monocoque bat également le record de la distance parcourue en 24 heures (377 milles) en Class 40 et le record du temps de parcours Le Havre-Salvador de Bahia en Class 40 tenu depuis 2007 par Télécom Italia skippé par Giovanni Soldini et Pietro D'Ali.
Le 28 mars 2018, le voilier est remis à l'eau après un chantier hivernal ayant pour bout de réparer les dégâts laissés par la Transat Jacques Vabre.
En avril 2018, au cours des 1000 Milles des Sables, le monocoque percute un objet flottant non identifié qui brise son safran droit, le contraignant à l'abandon,.
Le 12 novembre 2018, alors qu'il participe à sa première Route du Rhum, V and B est contraint à l'abandon à la suite de son démâtage,. Après avoir reçu l'assistance d'un cargo hollandais qui l'a ravitaillé en carburant, le voilier et son skipper prennent la direction des Canaries afin de pouvoir charger le monocoque à bord d'un cargo pour la rapatrier à La Trinité-sur-Mer.

### Kite
En 2020, le monocoque prend les couleurs de Kite et est alors skippé par Greg Leonard.
Le 28 novembre 2022, le monocoque franchit la ligne d'arrivée de la Route du Rhum à Pointe-à-Pitre à la 29e position.

## Palmarès

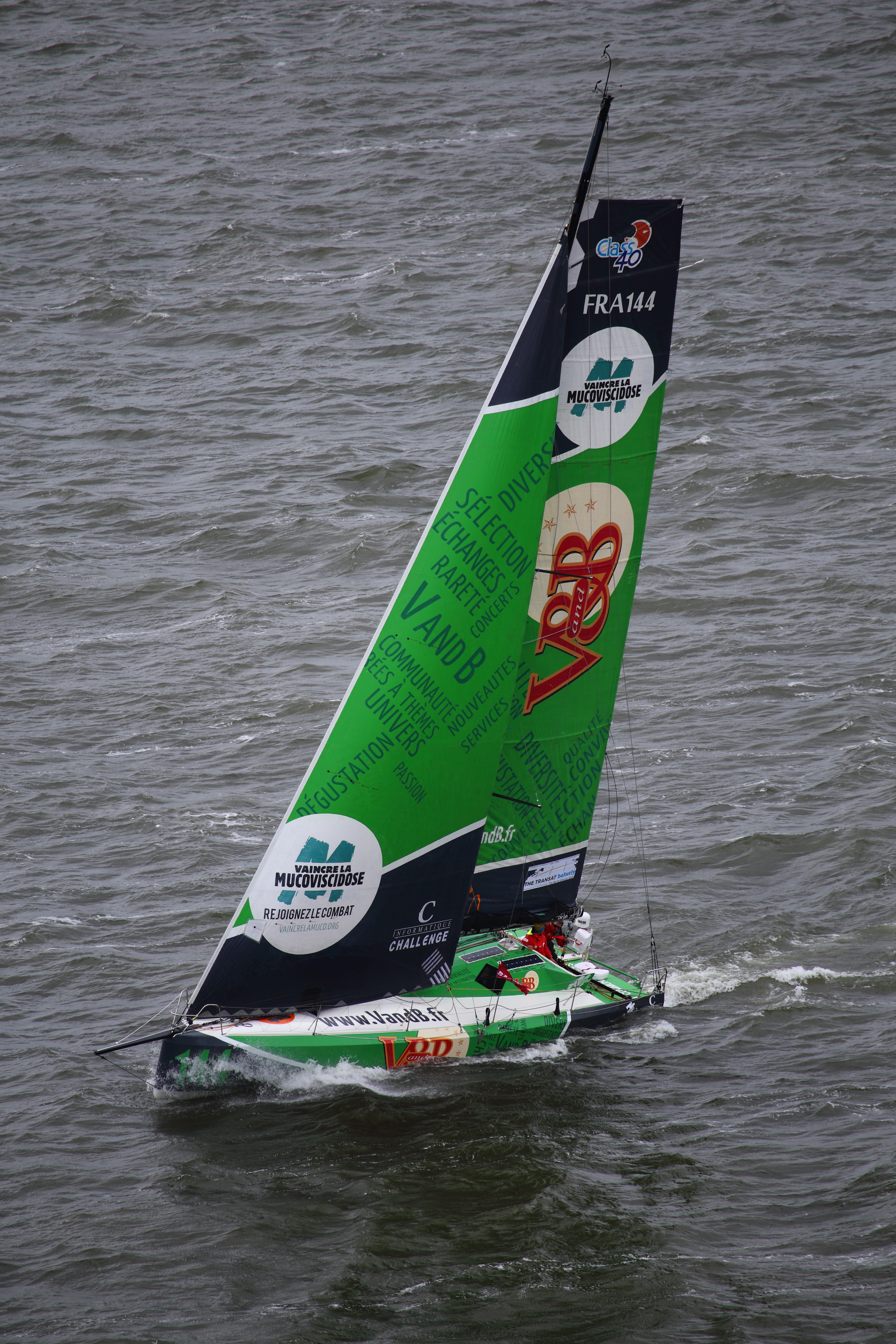
V and B au départ de la Transat Québec-Saint-Malo 2016

### 2015-2018:V and B
- 2015 :
  - 2e de la Transat Jacques Vabre

- 2016 :
  - 8e de la Transat Québec-Saint Malo[26]
  - 3e de la Normandy Channel Race
- 2017 : 
  - 3e du Grand Prix Guyader
  - 3e de la Normandy Channel Race
  - 1er de la Rolex Fastnet Race
  - 1er de la Transat Jacques Vabre
- 2018:
  - 4e de la Normandy Channel Race[27]

### Depuis 2020:Kite
- 2020 :
  - 10e de la Normandy Channel Race[28]
- 2021 :
  - 20e de la Normandy Channel Race[28]
  - 11e de la Rolex Fastnet Race
- 2022 :
  - 22e de la Normandy Channel Race[28]
  - 2e de la SSE Renewables Round Ireland Yacht Race[28]
  - 2e de la Sevenstar Round Britain and Ireland race[28]
  - 29e de la Route du Rhum[25]
- 2023:
  - 12e de la RORC Caribbean 600[28]